# Ariel Motor Company

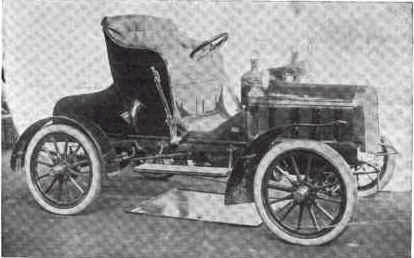
Ariel Type III von 1905

Ariel Motor Company war ein US-amerikanischer Hersteller von Automobilen.

## Unternehmensgeschichte
Charles B. Lamont, Charles J. Palmer und Joseph P. Allcott gründeten 1905 das Unternehmen in Boston in Massachusetts zur Automobilproduktion. Der Markenname lautete Ariel. Im März 1905 wurde das erste Fahrzeug auf der Boston Automobile Show präsentiert. Im Januar 1906 zog das Unternehmen nach Nutley in New Jersey, im April 1906 nach Bridgeport in Connecticut und letztendlich nach Baltimore in Maryland. 1907 endete die Produktion.
Die Sinclair-Scott Company setzte die Produktion unter dem Markennamen Maryland fort.

## Fahrzeuge
Ungewöhnlich an den Motoren war die OHC-Ventilsteuerung. Wasserkühlung und Luftkühlung standen zur Wahl.
1905 bestand das Sortiment aus zwei Modellen. Der Type III hatte einen Dreizylindermotor mit 15 PS Leistung. Der Radstand betrug 224 cm. Der offene Runabout bot Platz für zwei Personen. Der Type IV hatte einen Vierzylindermotor mit 25 PS Leistung. Er war als Tourenwagen erhältlich und hatte ein Fahrgestell mit 254 cm Radstand.
1906 entfiel das kleinere Modell. Die Motorleistung des verbliebenen Type IV wurde mit 30 PS angegeben. Er hatte nun einen runden Kühlergrill, der den Modellen von Delaunay-Belleville ähnelte. Eine andere Quelle nennt einen ovalen Kühlergrill.
1907 gab es keine Änderungen im Modellangebot.

## Modellübersicht
| Jahr      | Modell   | Zylinder | Leistung (PS) | Radstand (cm) | Aufbau      |
| --------- | -------- | -------- | ------------- | ------------- | ----------- |
| 1905      | Type III | 3        | 15            | 224           | Runabout    |
| 1905      | Type IV  | 4        | 25            | 254           | Tourenwagen |
| 1906–1907 | Type IV  | 4        | 30            | 254           | Tourenwagen |